# Ernie McCoy
Ernie McCoy (n. 19 februarie 1921 – d. 4 februarie 2001) a fost un pilot american de Formula 1 care a evoluat în Campionatul Mondial între anii 1953 și 1954.